# レナード・キーラー
レナード・キーラー（英語:Leonarde Keeler、1903年10月30日 ‐ 1949年9月20日）は、アメリカ合衆国の発明家で、嘘発見器開発者。

## 生涯
カリフォルニア州生まれ。大学在学中に地方の警察署で働いた。1923年からカリフォルニア大学バークレー校、カリフォルニア大学ロサンゼルス校に通う。1920年代初頭に史上始めてのポリグラフの試作品を作った。しかし、火災で紛失し、現存しない。
1935年2月2日に現在の嘘発見器を開発。1930代からシカゴに移住。ノースウェスタン大学で犯罪心理学の研究員。1949年にドア郡で亡くなった。死因は飲酒、喫煙、ストレスによる脳卒中と言われている。死去する前年の1948年にキーラーを題材にして映画『出獄』が作られた。2023年にはドキュメンタリー映画『嘘発見器』も作られた。